# Asteropyrum
Asteropyrum – rodzaj roślin należący do rodziny jaskrowatych. Obejmuje dwa gatunki występujące w Chinach, Bhutanie i północnej Mjanmie.

## Morfologia
Byliny z krótkim, włóknistym kłączem. Liście odziomkowe o blaszce dłoniasto podzielonej. Z kłącza wyrasta od 1 do 3 głąbików zakończonych szczytowymi, pojedynczymi, promienistymi kwiatami. Zewnętrzny okółek okwiatu składa się z 5 białych listków w kolorze białym. Wewnętrzny okółek okwiatu składa się z 5-8 żółtych listków o połowę krótszych od zewnętrznych. Pręciki liczne, nieznacznie dłuższe od wewnętrznego okółka, z cienkimi nitkami i owalnymi, żółtymi główkami o długości 1 mm. Słupków jest od 5 do 8, wyprostowanych, z owalną zalążnią i krótką szyjką. Owocami są podłużne mieszki o długości ok. 8 mm zakończone trwałą szyjką.

## Systematyka
Pozycja według APweb (aktualizowany system APG III z 2009)
Rodzaj z monotypowego plemienia Asteropyreae z podrodziny Ranunculoideae w obrębie rodziny jaskrowatych (Ranunculaceae) z rzędu jaskrowców (Ranunculales), należących do kladu dwuliściennych właściwych (eudicots).
Wykaz gatunków
- Asteropyrum cavaleriei (H. Léveillé & Vaniot) J. R. Drummond & Hutchinson
- Asteropyrum peltatum (Franchet) J. R. Drummond & Hutchinson